# Nikolaiviertel

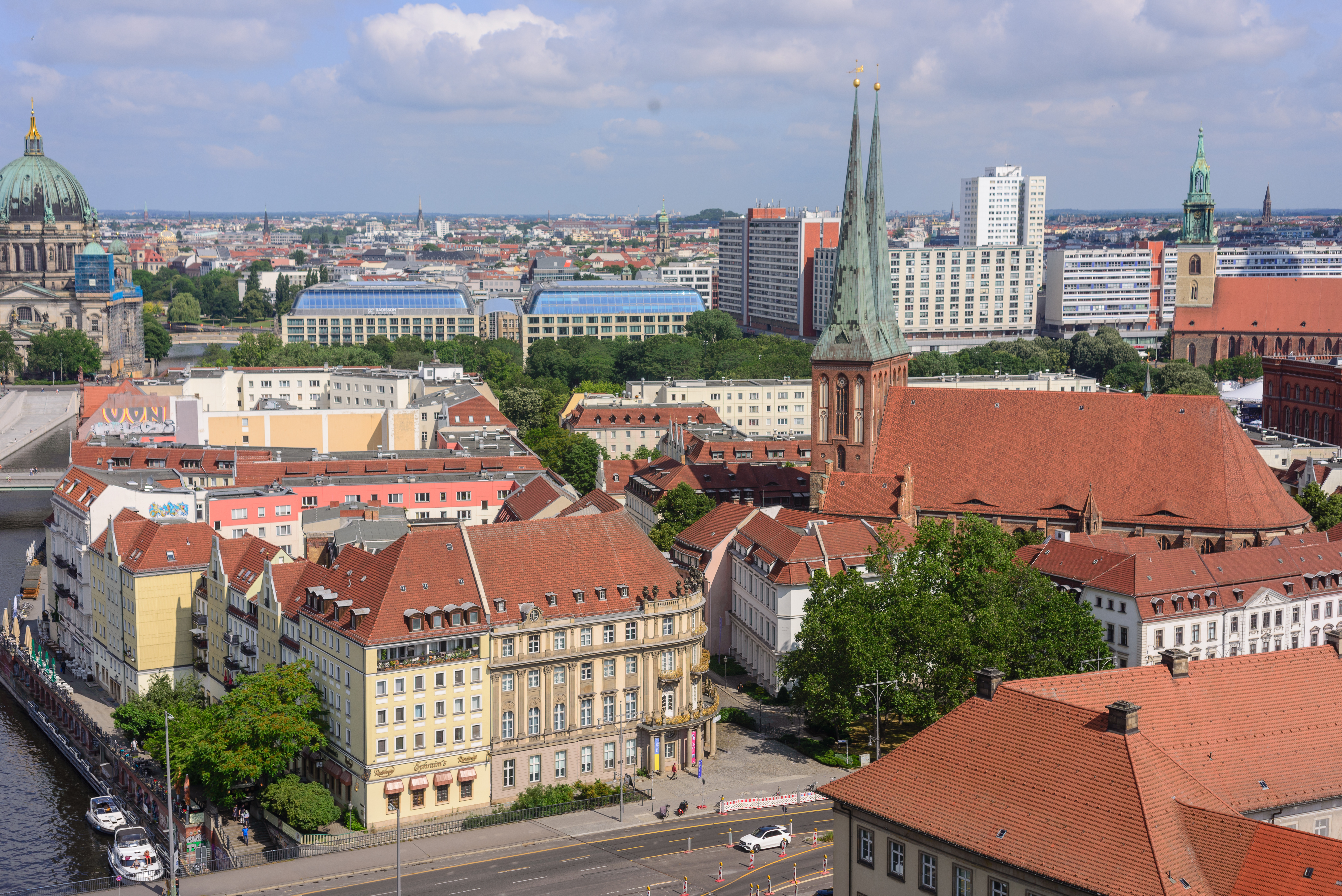
Delar av Nikolaiviertel med Nikolaikyrkan

Nikolaiviertel är en del av stadsdelen Mitte i centrala Berlin och utgör den äldsta delen av stadskärnan. Nikolaikyrkan, med anor från 1200-talet, står i kvarterets mitt och har givit namn åt kvarteret. Området fick sitt nuvarande utseende genom en större ombyggnad under 1980-talet, då luckorna efter andra världskriget i bebyggelsen fylldes med moderna bostadshus i medeltidsinspirerad stil.

## Historia
Under medeltiden fanns här en större handelsväg med en bro över floden Spree. Snart växte på bägge sidor om floden två orter fram som senare fick stadsrättigheter. Orten på den västra sidan kallades för Cölln och orten på östra sidan fick namnet Berlin och var under början av 1200-talet inte större än det nuvarande Nikolaiviertel. Molkenmarkt sydost om Nikolaiviertel är Berlins äldsta marknadstorg. Redan när den medeltida ringmuren påbörjades omkring år 1250 hade dock staden vuxit till att innesluta det område som idag benämns Alt-Berlin, där Nikolaiviertel bildade den äldsta delen som låg närmast broarna över Spree.
Från 1600-talet och framåt ökade Berlin i storlek och förenades med Cölln, men kvarteret Nikolaiviertel förändrades nästan inte. I husen längs de trånga gränderna bodde huvudsakligen hantverkare. Det nordöstra hörnet av kvarteret närmast rådhuset upptogs av det stora varuhuset Kaufhaus Nathan Israel från mitten av 1800-talet fram till andra världskriget. På 1930-talet påbörjade nazistregimen rivningar i området, med planer på att rusta upp de historiska kvarteren, men planerna genomfördes bara till mindre del.
Under andra världskriget utsattes området för bombningar. De kvarstående ruinerna revs efter kriget och länge fanns i Östtysklands regering inget intresse för kvarterets återuppbyggnad. Detta ändrade sig inför Berlins 750-årsfirande 1987. Då blev det viktigt att visa på Berlins historiska rötter. Ungefär på samma plats som tidigare byggdes nya hus i äldre stil. Idag får man en känsla av medeltiden i kvarteret, men kritiker menar att området påminner om något slags Disneyland.[källa behövs]

## Galleri

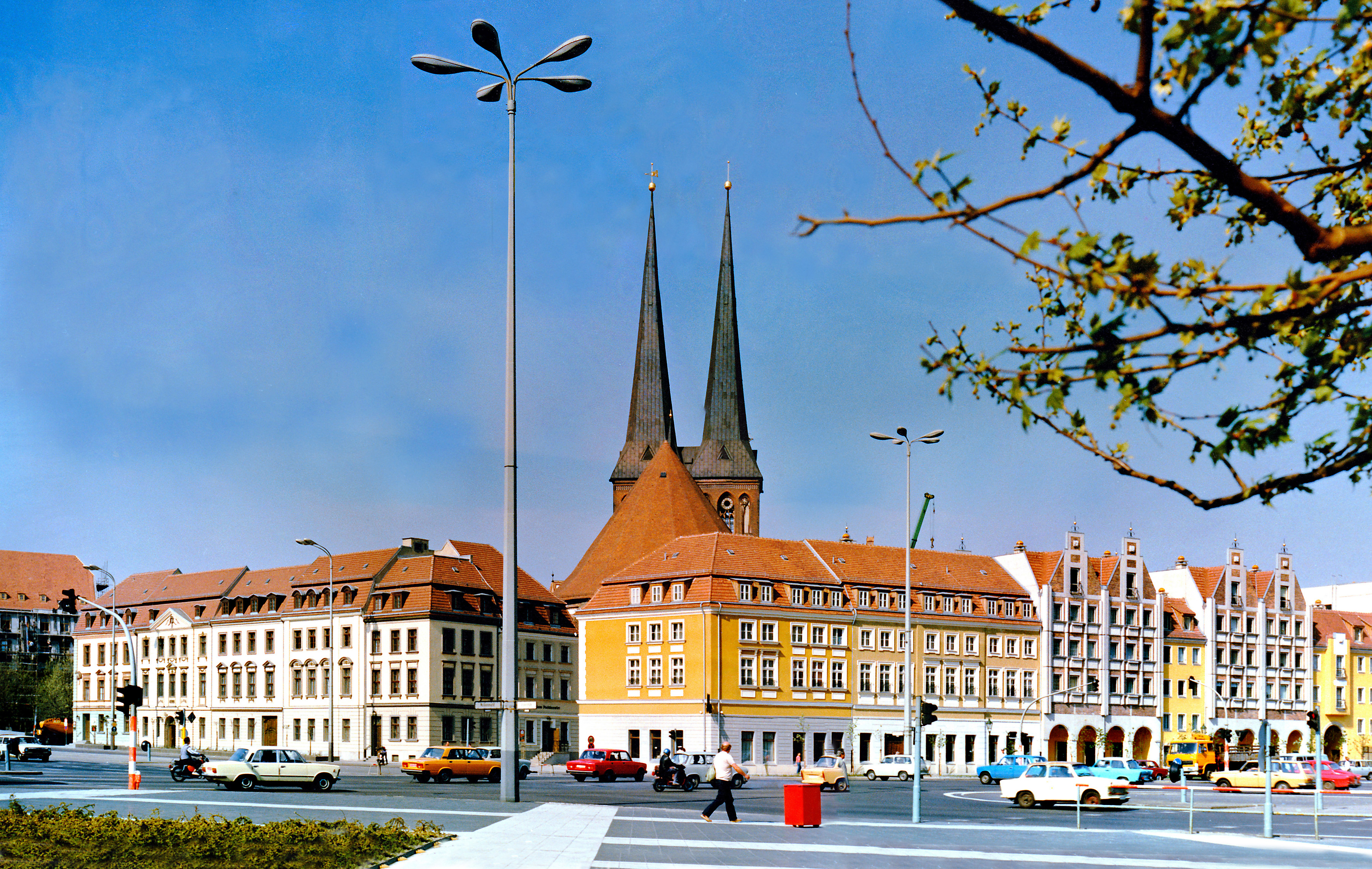
Nikolaiviertel
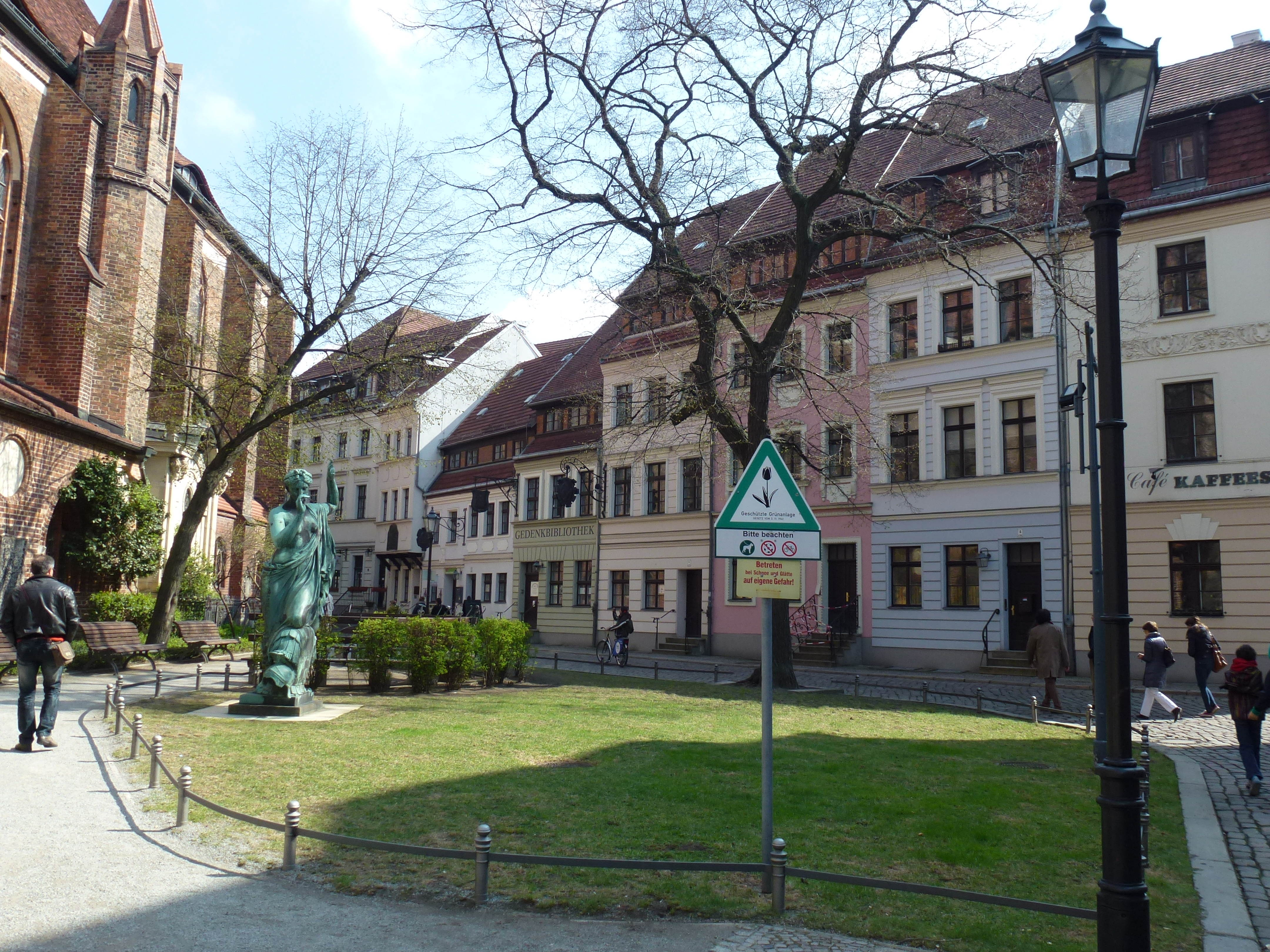
Nikolaikirchplatz
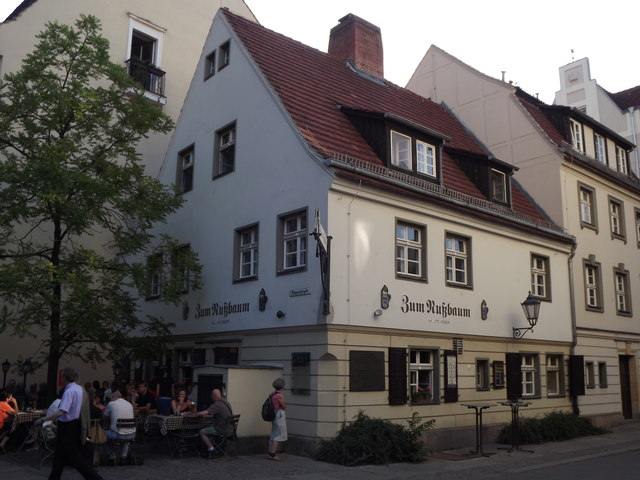
Zum Nussbaum
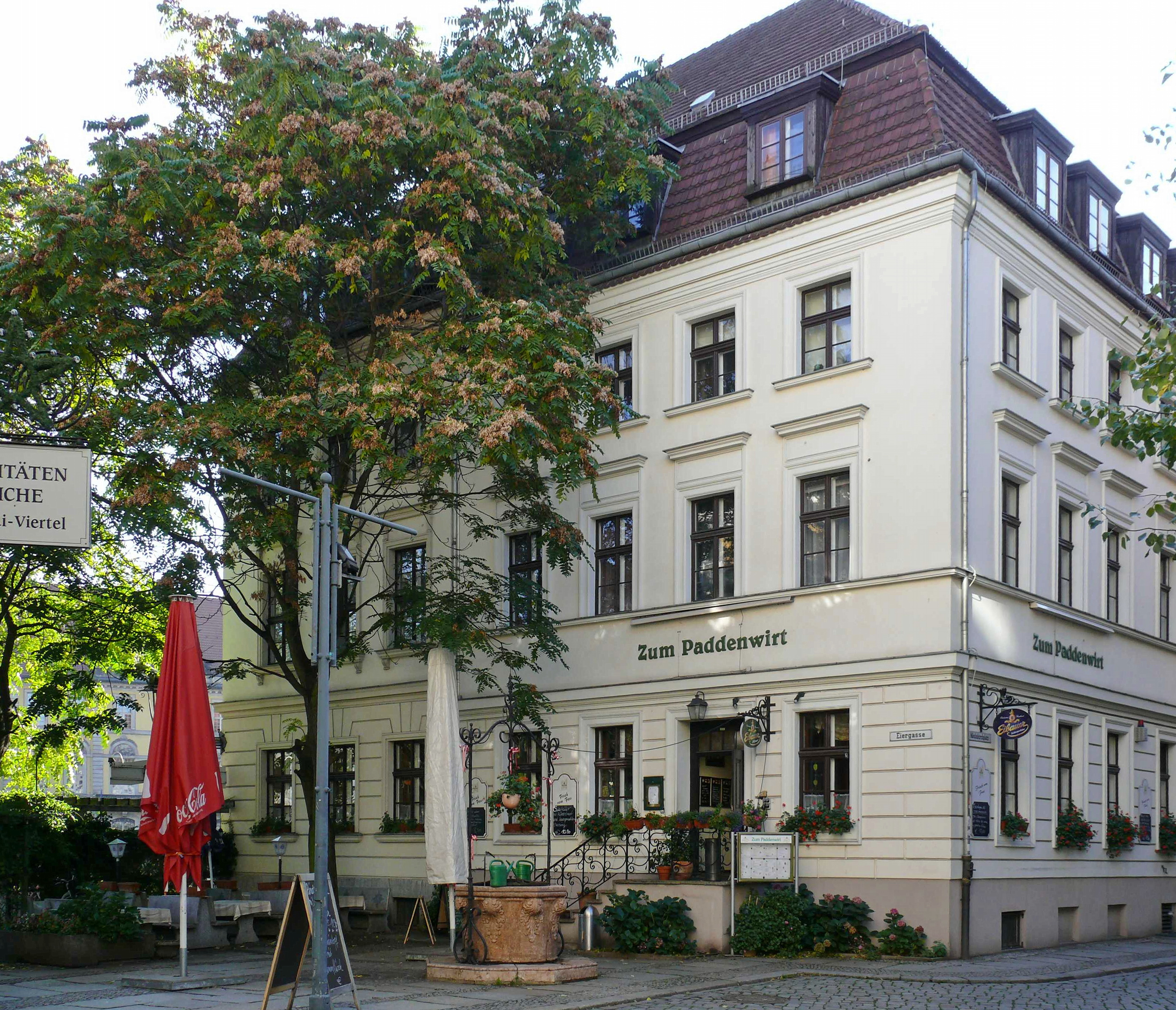
Eiergasse - Berlins kortaste gata
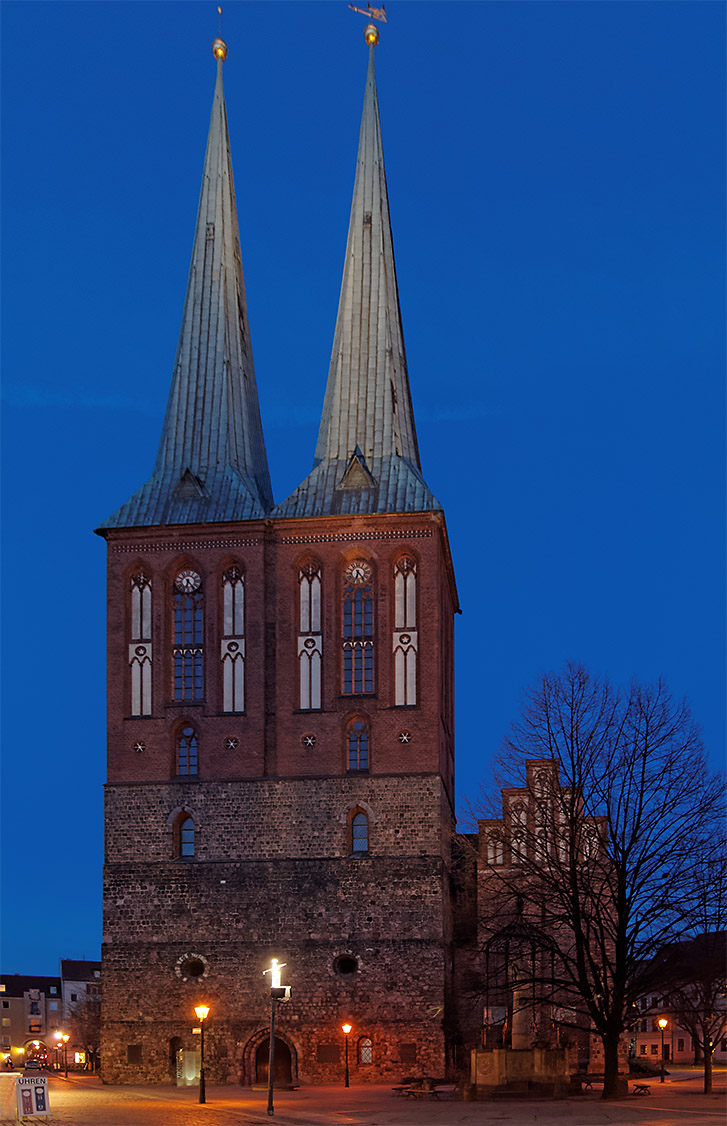
Nikolaikyrkan
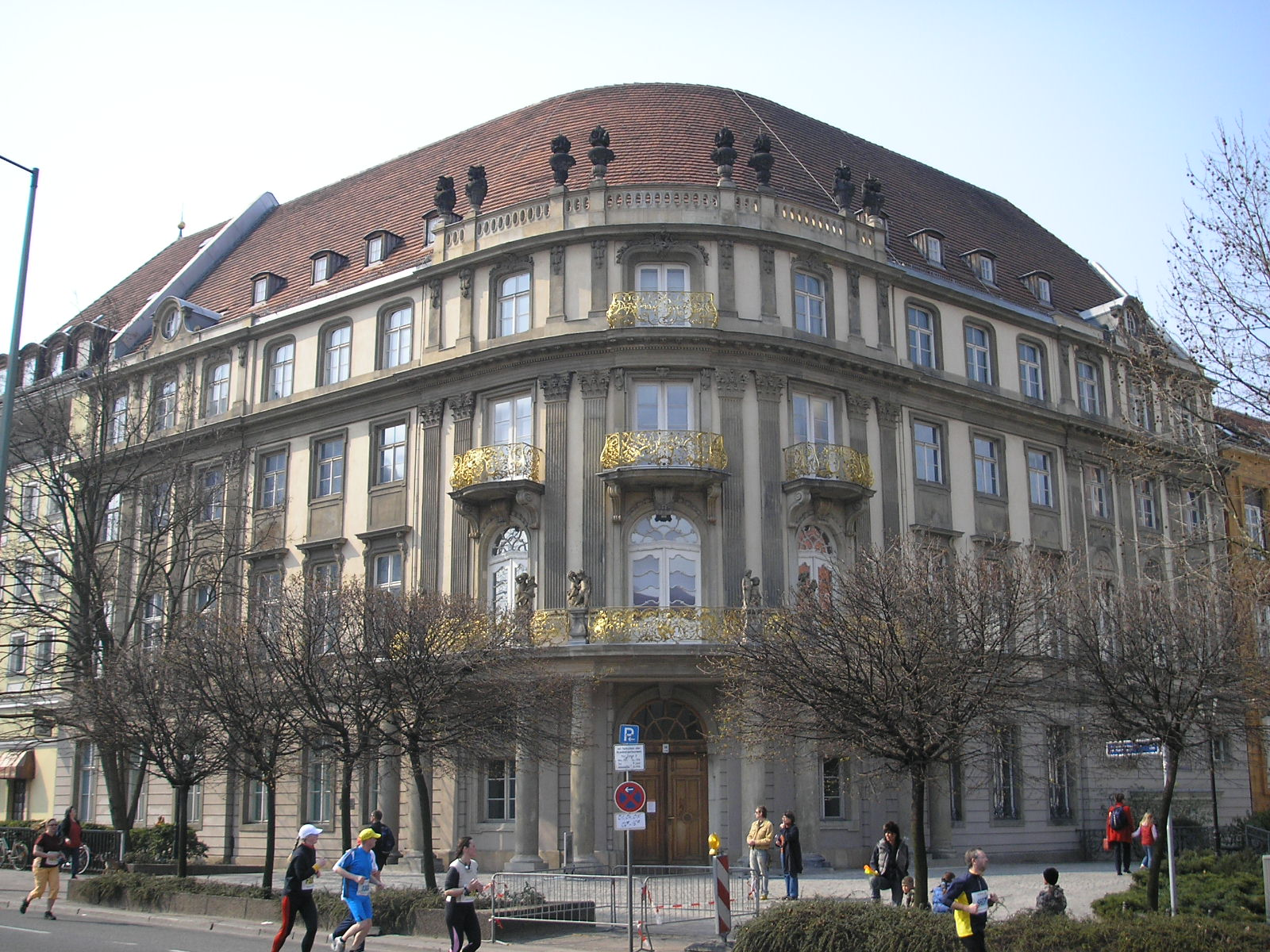
Ephraim-Palais
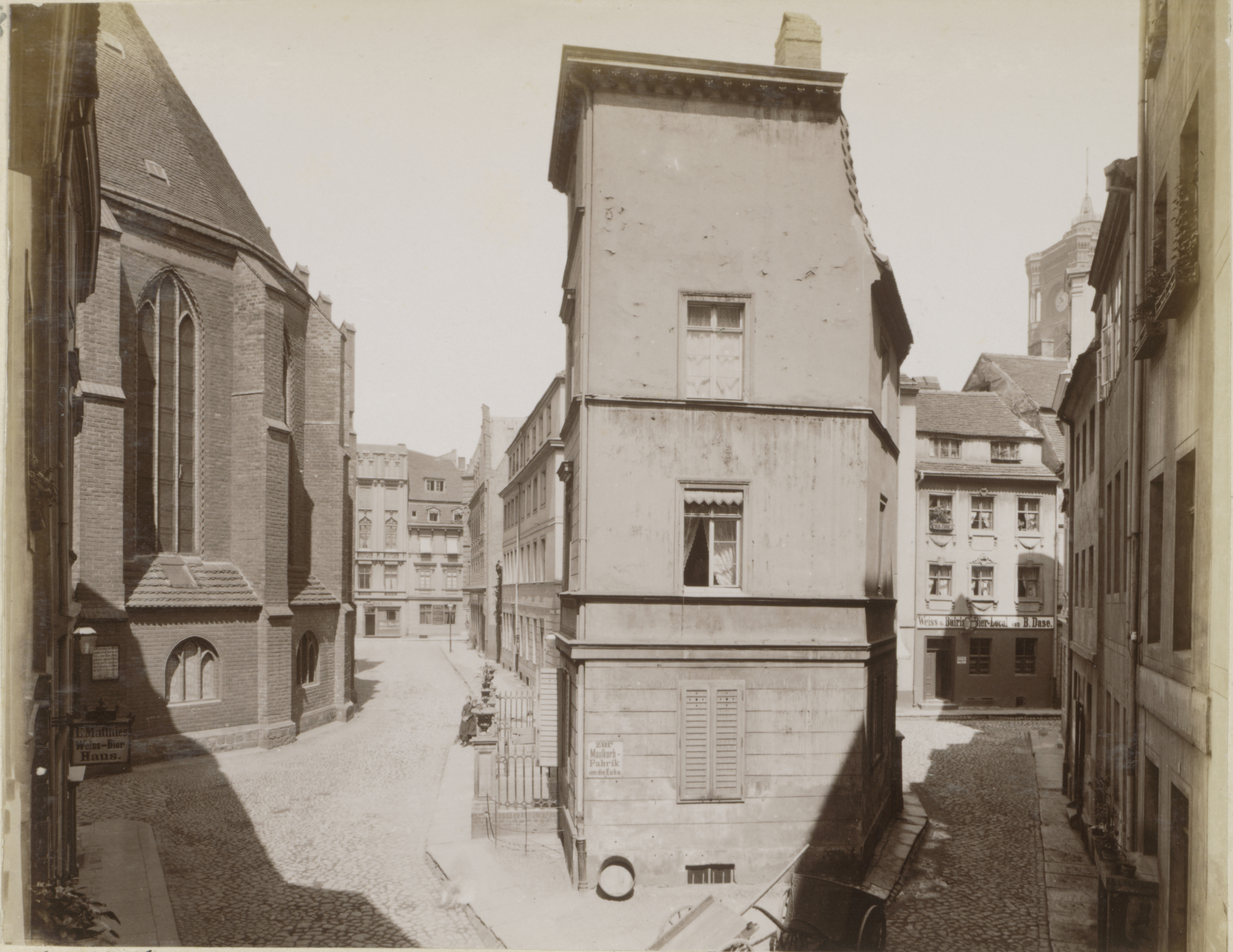
Nikolaiviertel omkring år 1880, vy mot Eiergasse. Till vänster Nikolaikyrkan.

## Byggnadsverk och sevärdheter i Nikolaiviertel
- Nikolaikyrkan, staden Berlins första kyrka, idag museum och konsertlokal.
- Knoblauchhaus, borgarhus från Biedermeier-epoken med museum.
- Ephraim-Palais, rokokopalats som rekonstruerats på 1980-talet.
- Zillemuseum, museum ägnat åt Berlinskildraren, konstnären och fotografen Heinrich Zille.
- Monumentet Gründungsbrunnen framför Nikolaikyrkan, uppfört till 750-årsjubileet 1987 till minne av staden Berlins grundande.

## Kommunikationer
- Rotes Rathaus (Berlins tunnelbana)